# Aleksander Daniluk
Aleksander Daniluk – mistyk żyjący na Podlasiu w połowie XX wieku. Blisko związany z Eliaszem Klimowiczem. Aktywny członek sekty grzybowskiej, redaktor oraz wydawca odezw religijnych propagujących działalność sekty oraz krytykujących występujących przeciwko niej hierarchów prawosławnych. Autor pism poświęconych działalności Proroka Ilji.
Zgodnie ze słowami Daniluka, miejscem jego inicjacji była Krynoczka, gdzie po raz pierwszy usłyszał głos Boga który następnie zaprowadził go do Proroka Ilji.
Nagrania rozmów Włodzimierza Pawluczuka z Danilukiem z początku lat 70. stały się jednym z podstawowych źródeł na których oparta została książka reportażowa "Wierszalin: Reportaż o końcu świata" opisująca losy grzybowskiej sekty. Również bohater wydanej w 2005 roku powieści Judasz, jest według niektórych wzorowany na Aleksandrze Daniluku.